# Beyond (film fra 1921)
Beyond er en amerikansk stumfilm fra 1921 af William Desmond Taylor.

## Medvirkende
- Ethel Clayton som Avis Langley
- Charles Meredith som Geoffrey Southerne
- Earl Schenck som Alec Langley
- Fontaine La Rue som Mrs. Langley
- Winifred Kingston som Viva Newmarch
- Lillian Rich som Bessie Ackroyd
- Charles K. French som Samuel Ackroyd
- Spottiswoode Aitken som Rufus Southerne
- Herbert Fortier som Dr. Newmarch